# 河邑嘉哉
河邑嘉哉は、日本の聴覚障害者プロレスラー。フリー。

## 来歴

### タイガーキッド
- 2005年、聴覚障害者プロレス団体、闘聾門JAPANに入門。
- 2006年11月11日の旗揚げ戦にて、覆面レスラー「タイガー・キッド」としてデビュー。旗揚げ戦のメインイベントに抜擢され、MUWAとのシングル戦に勝利する。
- 2008年2月、新たに創設されたDEAF-MAX王座決定8人トーナメントにエントリーするも、準決勝のMUWA戦で敗退。
- 2009年7月、覆面を賭け、サワテリオと対戦するも敗れ、素顔となる。
- 2009年11月、MUWA所持するDEAF-MAX王座に挑戦、勝利。4代目チャンピオンとなる。
- 2010年2月、一身上の都合によりベルトを返上。プロレスラー活動を休止する。

### 河邑嘉哉
- 2010年6月、プロレスアリーナ Blue Fieldにてプロレスラー復帰。リングネームを河邑嘉哉とし、活動を再開する。

以降、大阪府を主戦場とし、FACK、ジャパン2000、武骨等のインディー団体に参戦する。
- 2011年5月、ジャパン2000にてKWA王座決定8人トーナメントにエントリー、決勝戦まで進出するも浦野裕太に敗れる。
- 2013年9月、デルフィンアリーナにて戸田秀雄所持するKWA王座に挑戦するも、敗退。
- 2013年12月、大阪府立体育会館にて全日本プロレス初参戦を果たす。
- 2016年11月、所属する闘聾門JAPANが解散、フリーとなる。

## 人物
- 幼児の時に高熱が続き、回復するも後遺症として重度の聴覚障害者となった。
- 普段の生活では補聴器を装着している。
- プロレスの試合中は補聴器を外しているため、観戦者の声が全く聞こえない。

## 得意技
タイガーアローⅢ
みちのくドライバーと同様だが、持ち上げ方が異なる。フィニッシュ技として使われることが多い。
インプラント式DDT
DDTの体勢から引っこ抜くように相手の体を持ち上げ、そのままDDTへ移行する。
スーパーフライ
コーナー上からのボディプレス。
トペ・スイシーダ
リング上から場外にいる相手めがけて一直線に飛んでいく技。
四の字固め
ドラゴンスクリューからのフィニッシュとしてギブアップを狙う。
スワンダイブ式ミサイルキック
ジャンプしてトップロープに乗り、その反動でミサイルキックを放つ。タイガー・キッド時代に見せ場として主に使用。

## 獲得タイトル
- DEAF-MAX王座（4代目）

## メディア出演
- 報道の魂「リングの上のろう者たち」TBS系列（2009年4月19日）[1]
- ろうを生きる 難聴を生きる「リングで見つけた生きる力−ろうのプロレス団体−」NHK系列（2016年12月17日）[2]